# Sergio Vez
Sergio Vez Labrador (Basauri, 13 de mayo de 1994) es un deportista español que compite en curling.
Ganó dos medallas de plata en el Campeonato Mundial de Curling Mixto, en los años 2018 y 2023, y una medalla de bronce en el Campeonato Mundial de Curling Mixto Doble de 2014.

## Palmarés internacional
| Campeonato Mundial Mixto       | Campeonato Mundial Mixto | Campeonato Mundial Mixto | Campeonato Mundial Mixto |
| Año                            | Lugar                    | Medalla                  | Prueba                   |
| ------------------------------ | ------------------------ | ------------------------ | ------------------------ |
| 2018                           | Kelowna (Canadá)         | Medalla de plata         | Mixto                    |
| 2023                           | Aberdeen (Reino Unido)   | Medalla de plata         | Mixto                    |
| Campeonato Mundial Mixto Doble |                          |                          |                          |
| Año                            | Lugar                    | Medalla                  | Prueba                   |
| 2014                           | Dumfries (Reino Unido)   | Medalla de bronce        | Mixto doble              |